# Weltkoalition gegen die Todesstrafe
Die Weltkoalition gegen die Todesstrafe (englisch World Coalition Against the Death Penalty, WCADP, französisch Coalition mondiale contre la peine de mort) mit Sitz in Montreuil, Frankreich, ist eine internationale Dachorganisation, die sich die Abschaffung der Todesstrafe zum Ziel gesetzt hat.

## Ziele und Mittel
Der Verein hebt den internationalen Aspekt beim „Kampf“ gegen die Todesstrafe hervor. Sie hat deren endgültige und weltweite Abschaffung als Ziel. Als Zwischenschritte definiert sie die Verminderung der Zahl der verhängten Todesurteile und der durchgeführten Hinrichtungen; in einigen Ländern kann es zunächst auch nur darum gehen, eine Aussetzung von Todesurteilen zu erwirken.
Die WCADP betreibt bei Staaten und Institutionen Lobbyarbeit, organisiert internationale Kampagnen wie den Welttag gegen die Todesstrafe und ist Partnerorganisation für den Weltkongress gegen die Todesstrafe, der alle drei Jahre stattfindet. Sie unterstützt die Arbeit nationaler und regionaler Initiativen gegen die Todesstrafe, während sie deren Eigenständigkeit zu erhalten versucht. Die WCADP wird finanziell von ihren Mitgliedsorganisationen und der Europäischen Union getragen.

## Mitglieder
Die Organisation hat (Stand Juni 2024) 184 Mitgliedsorganisationen. Dazu gehören
- die großen Menschenrechtsorganisationen Amnesty International, Human Rights Watch und die Weltorganisation gegen Folter,
- Juristenvereinigungen wie die Internationale Juristenkommission,
- politische Gewerkschaftsbünde wie die französischen CGT und FSU,
- christliche Vereinigungen (beispielsweise ACAT und die Gemeinschaft Sant’Egidio) sowie
- Gebietskörperschaften wie die Städte Matera, Reggio nell’Emilia und Venedig in Italien, Poitiers und Dijon in Frankreich, Braine-l’Alleud in Belgien und die Region Toskana in Italien und
- zahlreiche nationale Komitees und Vereinigungen; mit Sitz in Deutschland sind das derzeit ACAT Deutschland[3], die Initiative gegen die Todesstrafe (englisch German Coalition to Abolish the Death Penalty)[4] und MEDEL[5].

## Geschichte
Am 22. Juni 2001 beschlossen die Teilnehmer des ersten Weltkongresses gegen die Todesstrafe (von der französischen Organisation Ensemble contre la peine de mort in Straßburg organisiert) eine „Straßburger Erklärung“ gegen die Todesstrafe. Darin wurde auch die Gründung einer weltweiten Organisation beschlossen, die die Arbeit der vielen Organisationen gegen die Todesstrafe koordinieren und einen Gedenktag gegen die Todesstrafe ausrufen soll. Am 13. Mai 2002 wurde in Rom schließlich die Weltkoalition gegründet. Der erste „Welttag gegen die Todesstrafe“ wurde am 10. Oktober 2003 ausgerufen. Seit 2007 wird dieser Tag durch die Europäische Union und den Europarat als „Europäischer Tag gegen die Todesstrafe“ übernommen.